# 吴欢 (足球运动员)
吴欢（1995年1月16日—），是一名中国足球运动员，司职后卫。目前效力于中甲球队武汉卓尔。

## 俱乐部生涯
吴欢出道于武汉卓尔青训系统。2013年全运会乙组比赛代表湖北队出场最后获得比赛第三名。2016年开始代表武汉卓尔一线队征战中甲联赛。2016年7月武汉卓尔俱乐部官方宣布与吴欢签订了新的工作合同。2017年4月20日对阵上海嘉定城发的足协杯第二轮比赛中，吴欢第一次代表武汉卓尔首发出场。